# أنيسيت راسوانايفو
أنيسيت راسوانايفو (بالفرنسية: Anicet Rasoanaivo) (مواليد 27 ديسمبر 1969) هو ملاكم مدغشقري، مثّل بلاده في الألعاب الأولمبية الصيفية في دورتي 1992 و1996.

## روابط خارجية
أنيسيت راسوانايفو على موقع أوليمبيديا (الإنجليزية)